# Вишивка стрічками
Вишивка стрічками — вид декоративно-прикладного мистецтва, об’ємної вишивки, який виник у Франції у XVII столітті.   Виконується за допомогою голки з великим вушком і різнокольорових шовкових або атласних стрічок, якими на тканину (бавовну, льон, сатин, оксамит), закріплену в п’яльцях, наносять візерунок зі стрічок різного кольору та ширини. До характерних стібків цього стилю належать: стебловий шов, гладь, настил (з перекриттям), а також вузликовий шов. Вишивка стрічками застосовується для оздоблення одягу, створення аксесуарів (торбинки), елементів інтер’єру (подушки, покривала) та художніх панно.  Типовими для вишивки стрічками є  рослинні мотиви, зображення тварин і пейзажів. 
Після тривалого періоду занепаду ця техніка відродилася у XIX–XX століттях і набула популярності завдяки поєднанню простоти виконання та ефектного швидкого декоративного результату.

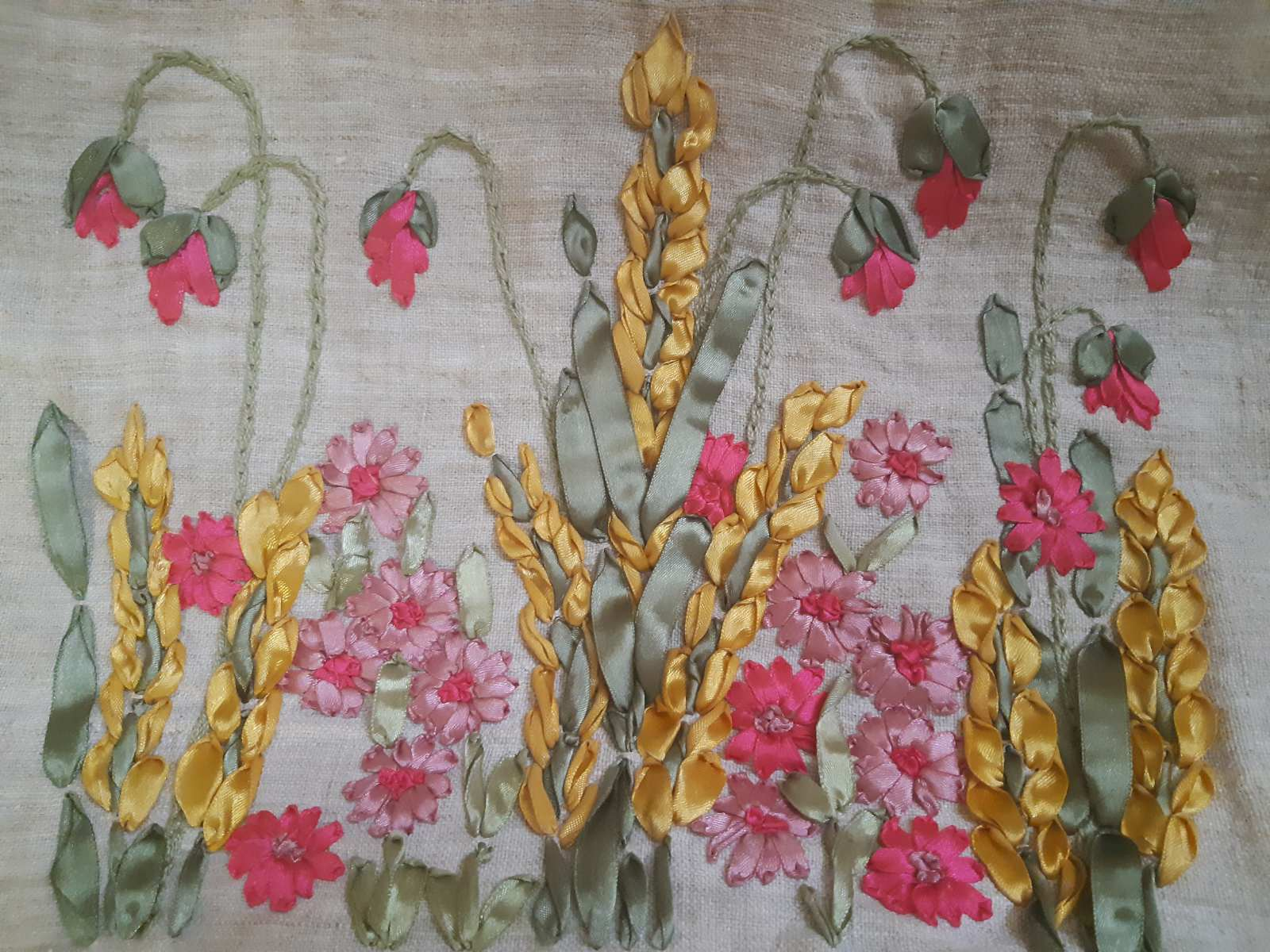
Вишивка стрічками. Декорування торбинки
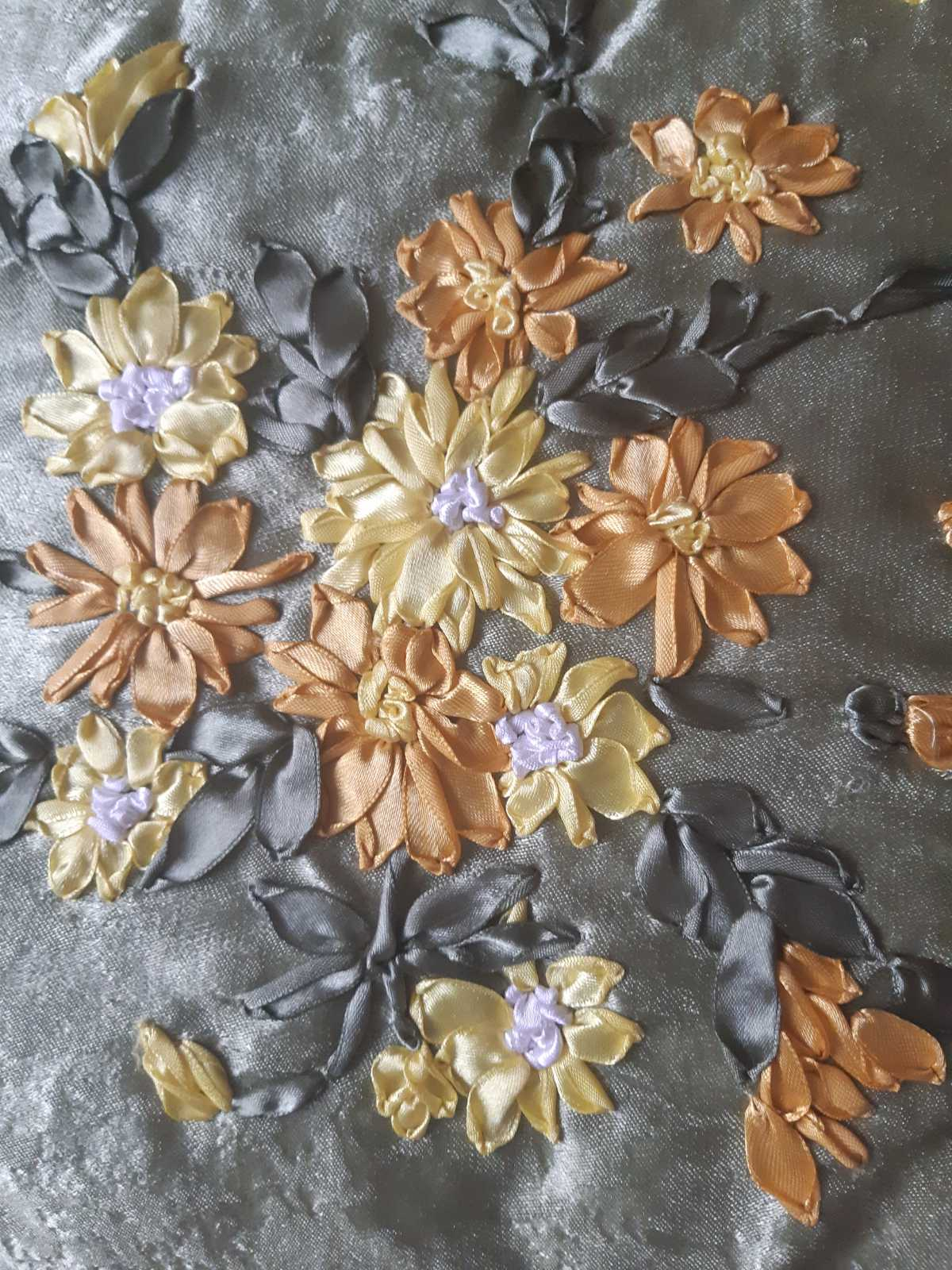
Вишивка стрічками. Декорування подушки
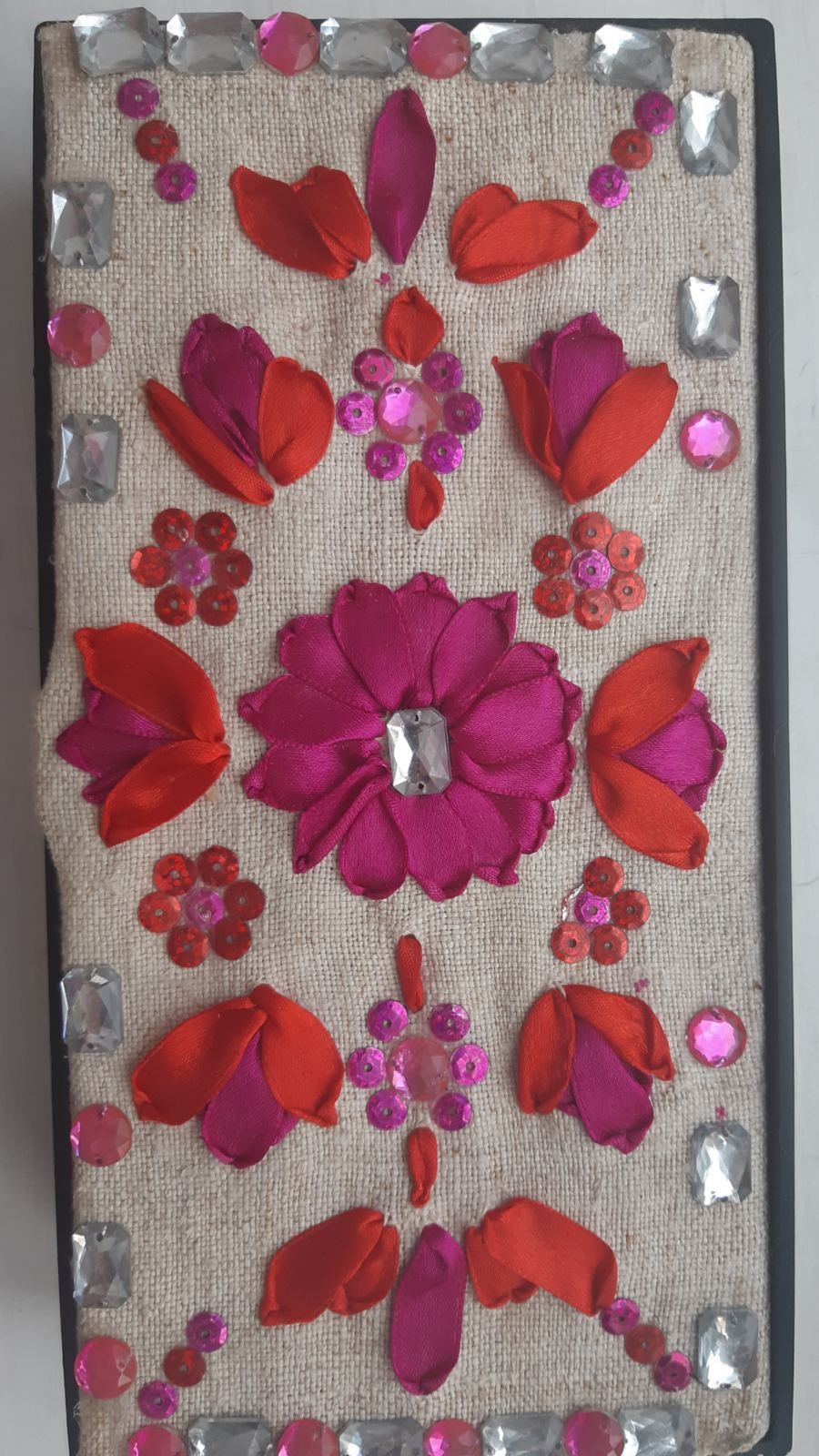
Вишивка стрічками. Декорування скриньки

## Техніка виконання

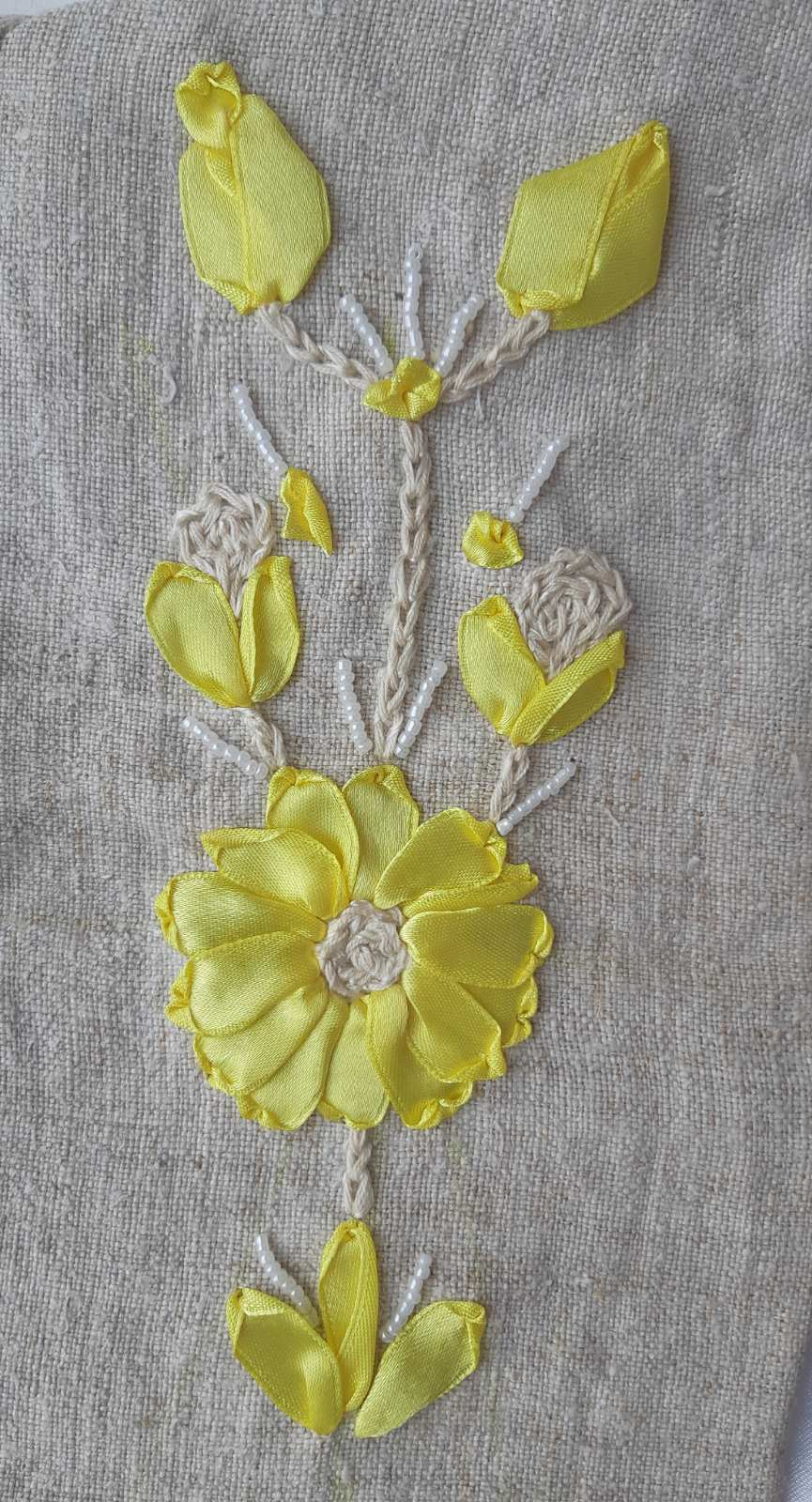
Вишивка стрічками, вузликовий шов (пуп'янки), стебловий шов (стебло)

«Живописна вишивка» (або вишивка стрічками) — це популярна адаптація техніки «малювання голкою».  Мета полягає в тому, щоб створити ефект живопису, опрацьовуючи тіні та переходи кольорів у візерунку, найчастіше квітковому, за допомогою вишивання стрічками різних відтінків. Робота виконується шовковими різнокольоровими нитками та  стрічками на бавовні, льоні, сатині, оксамиті, але також може поєднувати бавовняні нитки, віскозні, chenille-нитки, стрічки, бісер і паєтки. До характерних стібків цього стилю належать: стебловий шов, гладь, настил (з перекриттям), а також вузликовий шов.Виконується за допомогою голки з великим вушком.

## Історія виникнення та розвитку
Вид декоративно-прикладного мистецтва, який виник у Франції у XVII столітті з метою посилення атрактивності людини, а саме вбрання. Відбувається декорування одягу тасьмою, каймою, вишивкою нитками та стрічками, дорогоцінним камінням. Ці елементи декорування водночас несли на собі значення символів сили, статусності, багатства.
На початку XVIII століття з виникненням стилю в мистецтві рококо вишивка стрічками набула однойменної назви. Людовік XV відіграв у цьому велику роль. Костюм цього стилю грав на почуттях, підкреслював принадність жінок та чоловіків. Більшість елементів костюму щедро декорували композиціями з квітів, бантами, обвиваннями нитками із золота та перлів, вишивкою та аплікаціями стрічками.
Наприкінці  XVIII століття автор розкішних строїв Жозефіни Богарне кравець Леруа декорував її плаття пелюстками троянд, пір'ям, вишивкою перлами, дорогоцінними нитками та стрічками.
На початку ХІХ століття верхню спідницю плаття декорували тонкою вишивкою, мереживом, пір'ям, шнурками, шовковими стрічками та штучними квітами.
На початку ХХ століття Регіон Ванне (департамент Морбіан) спеціалізується на техніці вишивання стрічками для оздоблення великих фартухів, жіночих костюмів, чоловічих жилетів. Леон і Корнуай (департамент Фіністер) запозичують цю моду у 1920-х роках  для оздоблення жіночих костюмів та фартухів.